# Disketna enota
Disketna enota (tudi disketni pogon) je računalniška komponenta, ki omogoča prenos podatkov iz diskete na trdi disk in obratno. Je komponenta mnogih osebnih računalnikov. Danes se uporabljajo zlasti komponente za 3,5-palčne diskete, na katere je možno shraniti 1,44 MB. Uporabo disket z zmogljivostjo 1,44Mb vse bolj izpodrivajo zmogljivejše disketne enote, ki na posebno disketo lahko zapišejo do 120Mb podatkov.
Ker je tudi disketa magnetni medij, je zapis na takšen medij zelo občutljiv predvsem na fizične poškodbe, vlago, mraz in delovanje magnetnega polja (tuljave, zaslon, magnet). Slednje lahko povzroči spremembo zapisa na mediju (uničen zapis), kar povzroči nezmožnost branja z disketno enoto. Ob nakupu disket so le-te pripravljene za shranjevanje podatkov. Disketo je možno tudi zaščititi pred neželjenim brisanjem podatkov oziroma prepisovanjem (Write protected). 3.5" diskete imajo na plastičnem ohišju namreč možnost preklopa za zaščito podatkov.